# Lubice
Lubice – wieś w Polsce położona w województwie mazowieckim, w powiecie otwockim, w gminie Kołbiel.
Administracyjnie na terenie wsi utworzono dwa sołectwa Lubice i Lubice II.  W 2023 sołectwa te liczyły odpowiednio 334 i 69 mieszkańców.
| SIMC    | Nazwa              | Rodzaj    |
| ------- | ------------------ | --------- |
| 0674796 | Kolonia pod Kątami | część wsi |

W latach 1975–1998 miejscowość administracyjnie należała do województwa siedleckiego.
Przez teren wsi przebiega linia kolejowa Pilawa – Mińsk Maz., oraz droga krajowa Warszawa – Lublin. We wsi istnieje jednostka OSP, oraz drużyna piłkarska – FC Lubice, która co roku uczestniczy w Kołbielskiej Lidze Wiosek.
Wierni Kościoła rzymskokatolickiego należą do parafii Świętej Trójcy w Kołbieli.